# Sipey Peak
Der Sipey Peak (englisch; bulgarisch връх Сипей wrach Sipej) ist ein 2200 m hoher Berg im westantarktischen Ellsworthland. In der zentralen Sentinel Range des Ellsworthgebirges ragt er 5,26 km nördlich des Mount Waldron, 9,46 km östlich bis nördlich des Mount Segers, 5,71 km südsüdöstlich des Mount Farrell und 4,15 km nordwestlich des Kushla Peak im Veregava Ridge auf. Der Orisari-Gletscher liegt südsüdwestlich, der Dater-Gletscher westlich und nördlich sowie der Berisad-Gletscher östlich von ihm.
US-amerikanische Wissenschaftler kartierten ihn 1988. Die bulgarische Kommission für Antarktische Geographische Namen benannte ihn 2011 nach der Ortschaft Sipej im Süden Bulgariens.